# Кастильоне Киаварезе
Кастильо̀не Киаварѐзе (на италиански: Castiglione Chiavarese; на лигурски: o Castiggion, о Кастиджон) е село и община в Северна Италия, провинция Генуа, регион Лигурия. Разположено е на 271 m надморска височина. Населението на общината е 1649 души (към 2011 г.).